# جوسلين بيل بورنيل
جوسلين بيل بورنيل (بالإنجليزية: Jocelyn Bell Burnell)‏ (المولودة 15 يوليو 1943) هي عالمة فيزياء نووية بريطانية. بينما كانت بصدد إكمال دراساتها العليا، اكتشفت نوع من النجوم النيوترونية تحت إشراف عالم الفيزياء البريطاني أنتوني هويش والذي حاز على جائزة نوبل للفيزياء برفقة مارتين رايلي على هذا الاكتشاف بينما استُبعدت جوسلين بالرغم من كونها أول من رصد وحلل هذه النجوم النابضة.

## المراجع

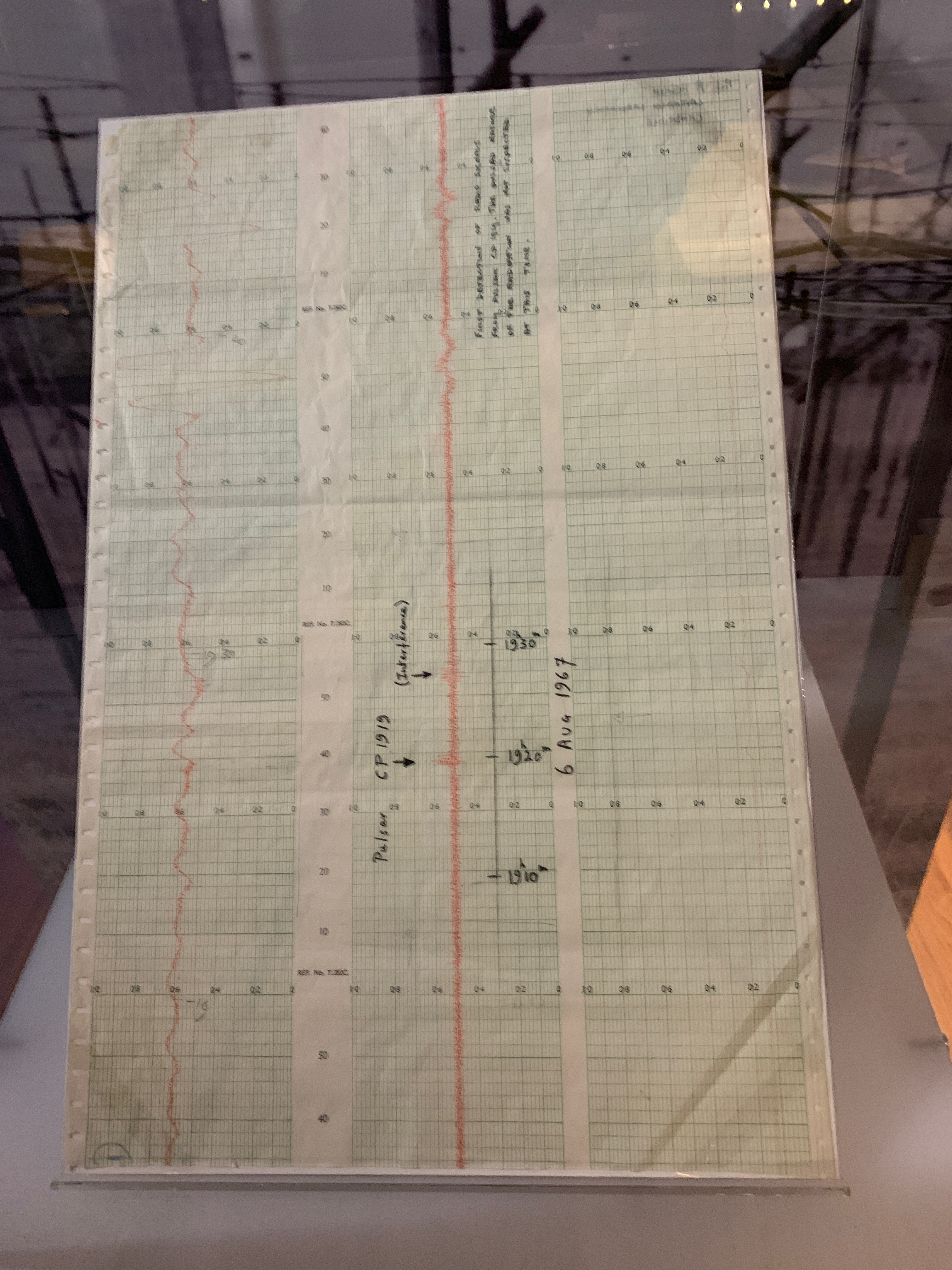